# Brote de tos ferina en Perú de 2025
El brote de tos ferina en Perú de 2025, originado por la bacteria Bordetella pertussis, cuya propagación se ha extendido a 15 territorios del país de manera oficial, inició a principios de año, específicamente entre la semana epidemiológica 1 (SE1) y sigue en curso hasta la fecha.
La sala situacional disponible en línea emitió la última actualización de datos el 10 de julio de 2025, habiéndose registrado 1292 casos, de los cuales únicamente 891 son confirmados, a nivel nacional. La enfermedad a provocado 18 decesos en todo el Perú.

## Antecedentes
La tos ferina es una enfermedad respiratoria contagiosa causada por la bacteria Bordetella pertussis. Esta enfermedad afecta principalmente a niños menores de 5 años y se caracteriza por ataques de tos intensa, a menudo seguidos de un sonido característico al respirar (el "gallo").
Perú, como la mayoría de países de América Latina, ha tenido una cobertura de vacunación relativamente alta durante las últimas décadas, lo que ha ayudado a reducir significativamente la incidencia de enfermedades prevenibles, incluida la tos ferina.  En la década de 2010, Perú enfrentó una serie de brotes de tos ferina debido a factores como la baja cobertura vacunal en algunas regiones y el falta de refuerzos en la inmunización, que generaron un aumento en los casos de la enfermedad, hecho que posteriormente se fue reduciendo, hasta llegar a cifras anuales inferiores a 100 casos. El último año, 2024, el país únicamente reporto 26 casos de tos ferina a nivel nacional.  La Organización Panamericana de la Salud a catalogado este como «el brote más grave a nivel nacional desde 2013».

## Cronología
Desde la primera semana de 2025 se reportaron al menos 35 casos de tos ferina a nivel nacional, cifra que para la semana 11, aumento a 293 casos, 31 de estos en Lima Metropolitana. El brote alcanzó su pico en mayo de 2025, cuando las cifras superaban los 500 casos confirmados en todo el Perú y al menos 10 fallecidos, afectado principalmente a la región de Loreto, el área metropolitana de Lima-Callao y el departamento de Cuzco.

### Respuesta del gobierno
Se iniciaron campañas de vacunación nacional como respuesta al brote epidémico, debido a que se habría dado a conocer que «ninguna de las victimas del brote habría estado vacunada previamente». El 12 de junio de 2025, el Ministerio de Salud designó más de 12,5 millones de soles en combatir la tos ferina en comunidades de la selva, especialmente en las de origen indígena en Loreto, que son las más afectadas por este brote. Este mismo organismo había asegurado con anterioridad que se seguirán realizando «los esfuerzos necesarios» para controlar este brote en Loreto, departamento que concentra la mayor cantidad de casos confirmados de esta infección respiratoria altamente contagiosa, gran parte de ellos en la zona del río Marañón, específicamente en el DATEM.

## Estadísticas

### Según entidad subnacional
| Departamento o provincia | Según MINSA | Según MINSA | Según MINSA | Según MINSA          | Según MINSA |
| Departamento o provincia | Confirmados | Sospechosos | Fallecidos  | Referencia(s)        |             |
| Perú | 891         | 401         | 18          | [ 31 ]               |             |
| --- | ----------- | ----------- | ----------- | -------------------- | ----------- |
| Amazonas | 8           | 0           | —           | —                    |             |
| Áncash | 5           | 8           | —           | [ 32 ] [ 33 ] [ 34 ] |             |
| Apurímac | 2           | 10          | —           | —                    |             |
| Arequipa | 13          | 6           | —           | [ 35 ] [ 36 ]        |             |
| Ayacucho | —           | 4           | —           | [ 37 ]               |             |
| Cajamarca | 22          | 27          | —           | [ 38 ] [ 39 ] [ 40 ] |             |
| Callao | 18          | 8           | —           | [ 22 ]               |             |
| Cuzco | 27          | 10          | —           | [ 41 ]               |             |
| Huancavelica | —           | 3           | —           | —                    |             |
| Huánuco | —           | 2           | —           | —                    |             |
| Ica | —           | 2           | —           | —                    |             |
| Junín | —           | —           | —           | [ 42 ]               |             |
| La Libertad | 1           | 1           | —           | [ 43 ]               |             |
| Lambayeque | 35          | 43          | —           | [ 44 ] [ 45 ]        |             |
| Lima | 46          | 39          | 1           | [ 47 ] [ 14 ] [ 48 ] |             |
| Lima | 1           | 5           | —           | [ 38 ]               |             |
| Loreto | 687         | 158         | 17          | [ 50 ] [ 51 ]        |             |
| Madre de Dios | —           | 1           | —           | —                    |             |
| Moquegua | —           | 1           | —           | [ 52 ]               |             |
| Pasco | —           | —           | —           | —                    |             |
| Piura | 3           | 14          | —           | [ 53 ] [ 54 ]        |             |
| Puno | 11          | 26          | —           | [ 41 ]               |             |
| San Martín | 1           | 14          | —           | [ 55 ]               |             |
| Tacna | 9           | 4           | —           | [ 56 ]               |             |
| Tumbes | 1           | 9           | —           | —                    |             |
| Ucayali | —           | 1           | —           | —                    |             |
| Última actualización emitida: 10 de julio de 2025 (Semana 27) Datos de la Sala Situacional del Ministerio de Salud (véase la de tos ferina) |             |             |             |                      |             |